# Yawm al-Dīn (film)
Yawm al-Dīn è un film del 2018 scritto e diretto da Abu Bakr Shawqi, al suo esordio nel lungometraggio.
È stato scelto come rappresentante egiziano nella categoria per il miglior film straniero ai premi Oscar 2019.

## Trama
Un ex lebbroso uscito dal lazzaretto dove ha trascorso quasi tutta la sua vita intraprende un viaggio verso la sua città natale, Qena, accompagnato da un orfano esuberante che ha incontrato lungo la strada.

## Distribuzione
Il film è stato presentato in anteprima il 9 maggio 2018 alla 71ª edizione del Festival di Cannes.

## Riconoscimenti
- 2018 - Festival di Cannes
  - Premio François Chalais
  - In concorso per la Palma d'oro